# Radiateur (échangeur de chaleur)
Un radiateur, aussi appelé calorifère au Canada, est un dispositif qui permet l'échange de chaleur entre deux milieux. Il a pour fonction soit d'évacuer la chaleur d'un objet pour éviter sa surchauffe, soit de chauffer un espace ou un objet. Le radiateur opère par convection et par rayonnement, c'est à ce dernier mode de transfert thermique qu'il doit son nom.

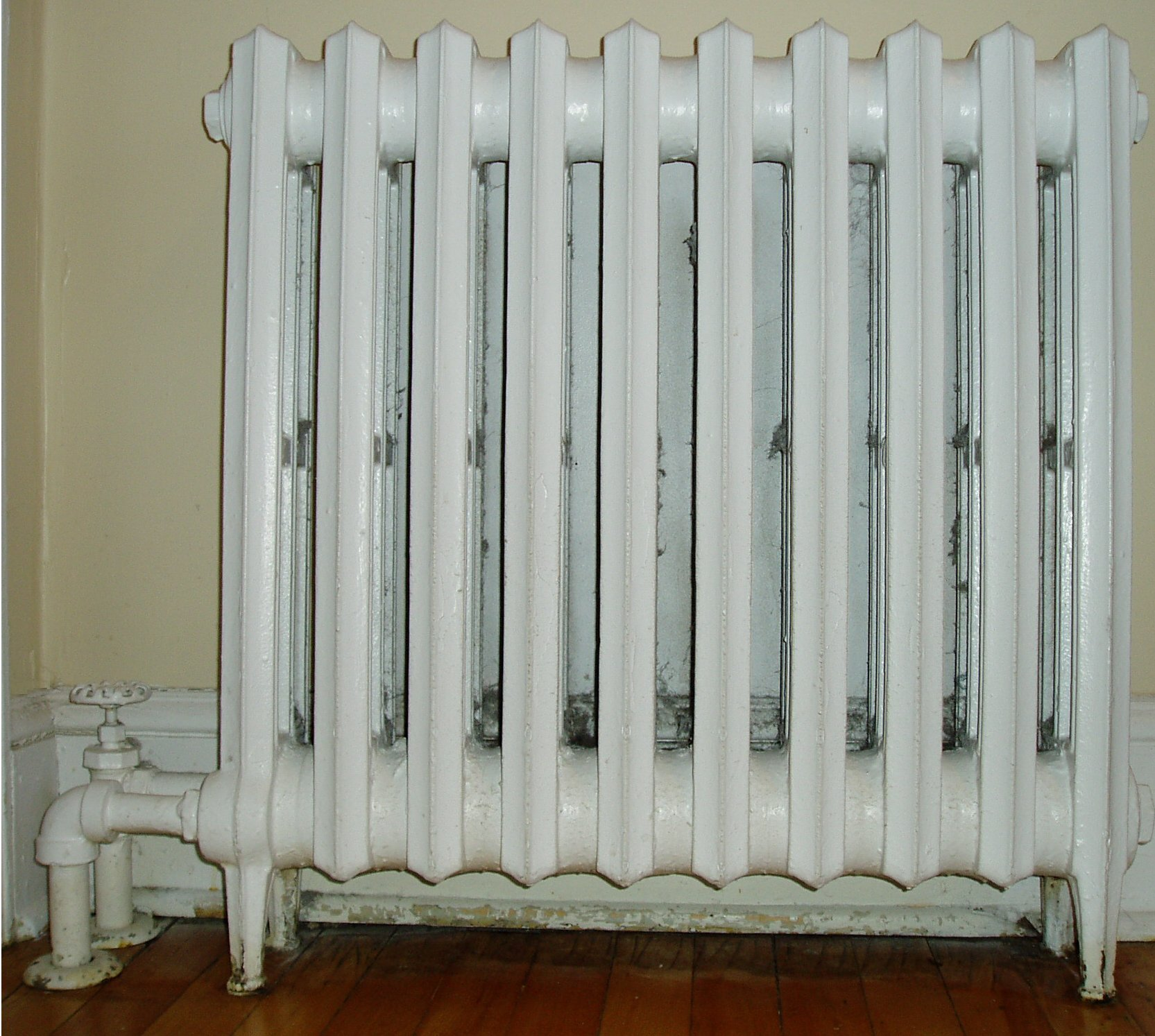
Radiateur ancien à eau chaude en fonte.

## Domaines d'utilisation
Les domaines d'utilisation des radiateurs sont très vastes. Les radiateurs sont utilisés dès qu'il y a la nécessité d'échanger une grande quantité de chaleur dans un volume restreint.

## Radiateur de chauffage

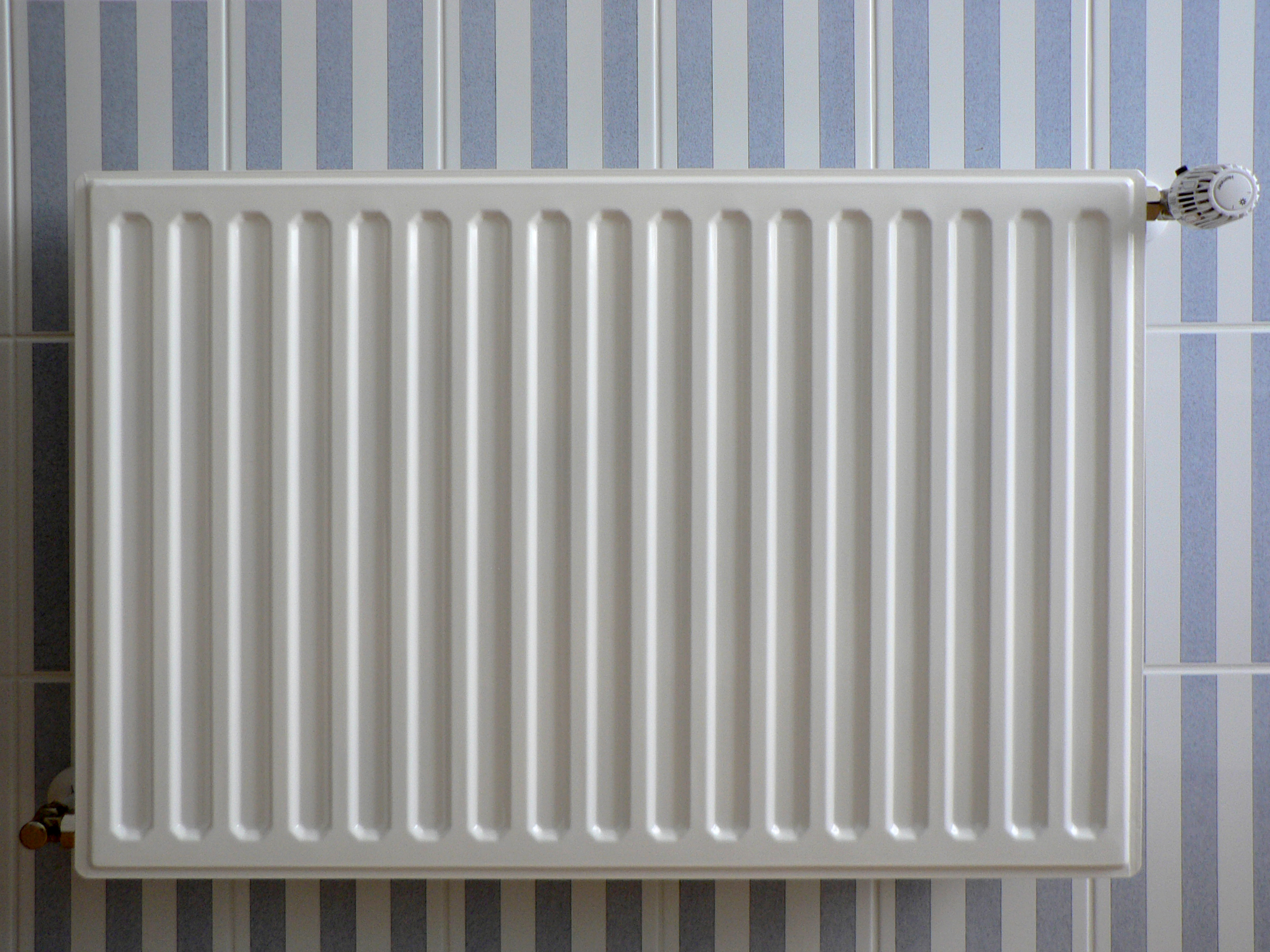
Un radiateur en tôles.

Les radiateurs de chauffage sont utilisés pour chauffer un local dans le but d'en contrôler la température. Ce sont essentiellement des échangeurs de chaleur, de plusieurs types.

### Caractéristiques
Pour transférer de la chaleur efficacement, un radiateur doit être constitué d'un matériau ayant une forte conductivité thermique (d'où l'utilisation courante de métal) et posséder une grande surface d'échange entre les deux fluides, ce qui explique les formes souvent complexes employées. On fait parfois usage de convection forcée (ventilateur), qui accélère l'échange entre le radiateur et le milieu à chauffer.
La dissipation de chaleur par rayonnement dépend fortement de la température T, puisqu'elle s'exprime en T4, selon la loi de Stefan-Boltzmann.
D'autres facteurs interviennent dans le maintien d'une température de confort : l'isolation du bâtiment et des pièces, la présence de vanne thermostatique, etc.

### Radiateur à eau alimenté par chaudière

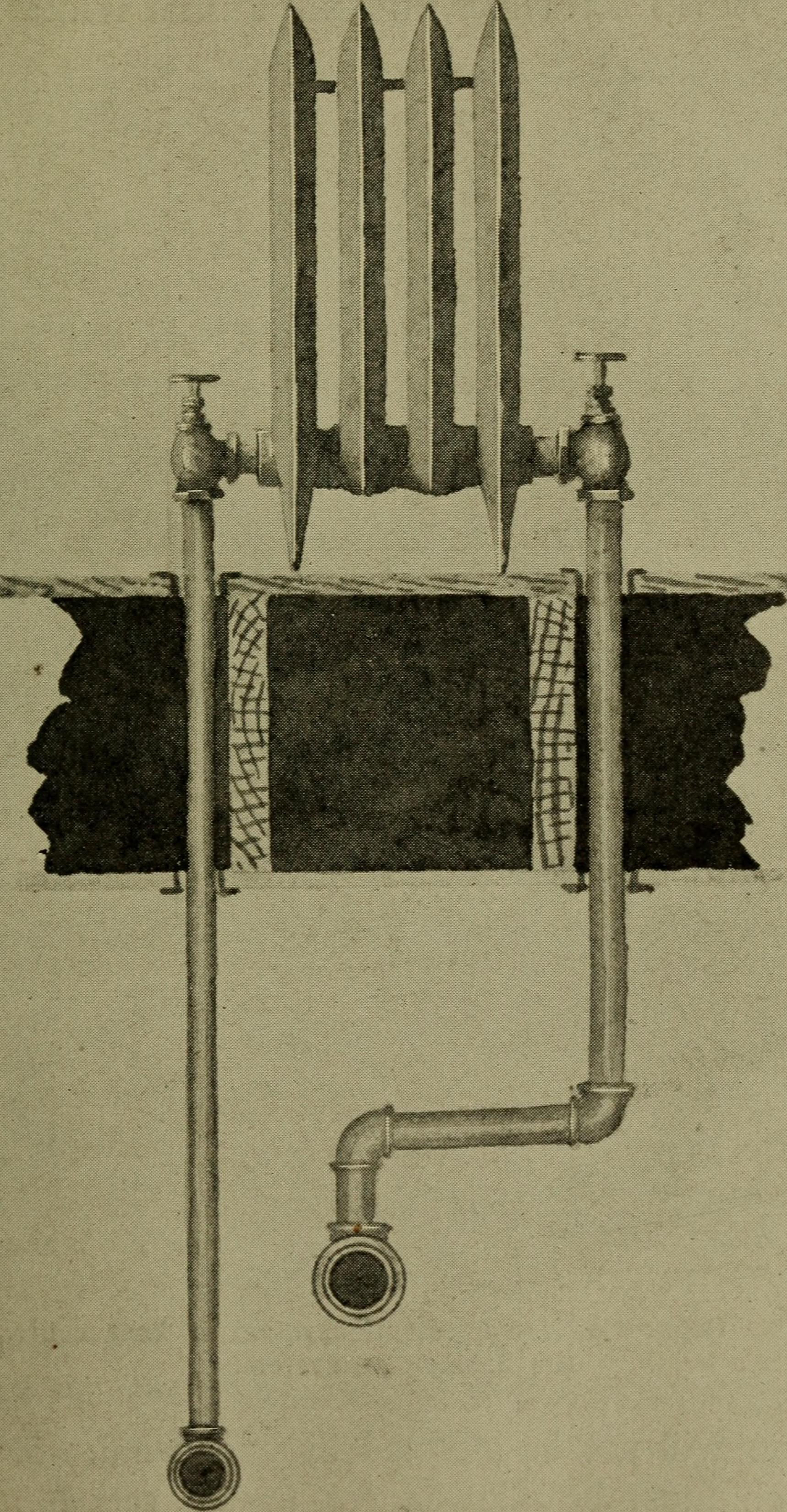
Illustration de Notes on heating and ventilation, de John Robins Allen (1906).

Le radiateur à eau est le plus ancien. Un fluide caloporteur est chauffé dans une chaudière et circule dans un circuit d'éléments qui en transfèrent la chaleur à son environnement, essentiellement par transferts radiatif et convectif. Les contraintes techniques expliquant la forme et le fonctionnement d'un radiateur sont :
- transférer un maximum de chaleur du fluide vers son environnement, en optimisant les formes des surfaces de contact fluide caloporteur-paroi et paroi-environnement, afin de maximiser les échanges de chaleur et minimiser le volume du radiateur ;
- posséder une inertie thermique élevée permettant d’accumuler beaucoup de chaleur et de la relâcher lentement afin de chauffer continûment son environnement. Dans le cas contraire, une pièce deviendrait très chaude lorsque la chaudière fonctionne et très froide lorsque la chaudière est arrêtée ;
- utiliser un liquide possédant une capacité thermique importante, afin de limiter la baisse de la température du liquide entre la sortie de la chaudière et le radiateur, et permettant d’avoir un débit plus faible (moins de chute de pression). Ceci peut être réalisé, entre autres, en minimisant la quantité de bulles d’air dans l'eau afin d'optimiser la surface d’échange liquide caloporteur-interface (ces bulles ont aussi tendance à faire du bruit lorsqu’elles passent dans les tuyaux). Faire entrer l’eau par le bas du radiateur permet de le remplir lentement et de faire monter l'air vers le haut du radiateur et le tuyau de sortie et le robinet de purge. L’air accumulé en haut du radiateur devra être évacué en desserrant la molette de raccordement en haut du radiateur (et en la resserrant dès que l’eau suintera). Parfois, la purge est automatique et se fait au niveau de la chaudière.
- éviter que les saletés ne s’accumulent au bas des radiateurs n'obstruent les tuyaux en faisant entrer le fluide caloporteur par le bas ce qui permet que les grosses saletés décantent plus vite que l’eau ne les soulève et arrivent donc moins facilement dans les tuyaux ;
- être éteint/allumé et réglé en puissance à l'aide du robinet en sortie de radiateur (situé en haut de celui-ci) à tourner à la main. Il peut parfois s'agir d'un robinet thermostatique ;
- assurer un chauffage homogène dans toute la maison en dépit de la chute de pression grâce au robinet, ou vis réglable, permettant de faciliter ou de freiner l’entrée de l’eau dans le radiateur. Resserrer la vis des radiateurs proche de la chaudière permet d’éviter que toute l’eau du circuit ne passe par le radiateur et ne court-circuite toute la maison ; ouvrir la vis du radiateur en bout de circuit (qui reçoit donc peu de pression) permet d'y faciliter l'entrée de l’eau (et donc le chauffage) ;
- bloquer les entrées d’air froid d’une pièce, par le choix d'un emplacement favorisant les échanges thermiques entre le radiateur et son environnement. Ainsi, l'une des raisons pour lesquelles les radiateurs sont fréquemment placés sous les fenêtres est que cela augmente le phénomène de convection naturelle, mélangeant l'air froid à l'air chaud.

Un répartiteur de frais de chauffage extérieur peut également être installé à des fins réglementaires.

### Radiateur électrique
Tous les radiateurs dont la propagation calorifique est convective requièrent un nettoyage régulier. Si cette convection est assistée ou forcée, le nettoyage doit être fréquent[pourquoi ?][réf. nécessaire].
Convecteur
Un convecteur est un caisson de section souvent rectangulaire (horizontale ou verticale) et de dimension variée selon la puissance. Il est placé en général à 20 cm du sol. Les parties hautes et basses sont ouvertes (parfois grillagées); la grille basse est l'entrée d'air frais et la haute la sortie d'air chaud. la circulation de l'air s'effectue par convection naturelle. À l’intérieur du radiateur le chauffage de l'air est effectue par des résistances munies d'ailettes afin d'augmenter la surface de diffusion.
Radiateur à convection assistée
Fonctionnement identique au convecteur, décrit ci-dessus à l'exception de la circulation de l'air plus ou moins augmenté par une petite turbine.
Radiateur à convection forcée
La totalité de l'air traversant est mise en mouvement forcé, dont le flux est rarement dirigé vers le haut, mais plutôt projeté ou oscillant. Il est parfois à sens anti-méthodique vers le bas (par exemple dans le cas des rideaux d'air chaud de l'entrée des magasins). La turbine peut être aussi bien axiale que radiale. Autres exemples : aérothermes, radiateur soufflant, etc.
Radiateur rayonnant ou radiant
Un chauffage radiant électrique diffuse la chaleur sous forme de rayonnement par l’intermédiaire d’une plaque métallique chauffée électriquement. Les radiateurs rayonnants produisent une chaleur transmise par rayons infrarouges, diffusée de manière homogène et rapide. Le chauffage par rayonnant étant plus efficace que les radiateurs électriques ordinaires, ils ont un meilleur rendement de diffusion. Ces appareils électriques sont les plus couramment utilisés dans les habitations.
Radiateur à inertie
Les chauffages à inertie sont des radiateurs utilisant des corps de chauffe solides (inertie sèche) ou liquides (inertie à fluide caloporteur). Le principe est de garder le plus longtemps possible la chaleur produite électriquement dans le cas des chauffages électriques pour la diffuser dans l'habitat le plus longtemps possible. Les radiateurs à inertie font partie des modes de chauffage dits à chaleur douce.
Radiateur à accumulation
Un radiateur à accumulation chauffe quasi continuellement. Pour ce faire, il utilise la chaleur emmagasinée la nuit au tarif heures creuses pour la restituer le jour. Généralement équipé de briques réfractaires, il émet de la chaleur en journée sans consommer d'énergie.
Radiateur infrarouge
Un chauffage infrarouge permet un chauffage directionnel, mais ne chauffe que ce qui se trouve dans son axe, ce qui évite de disperser la chaleur pour les pièces avec de hauts plafonds. Ils sont conçus pour minimiser l'effet négatif de convection. Ces chauffages peuvent atteindre des rendements de 80 %.
Radiateur halogène
Il faut distinguer le « chauffage infrarouge long » et les « radiateurs halogènes », souvent commercialisés sous le nom de « radiateur à infrarouge ». Les seconds, aussi appelés simplement « halogènes », sont utilisés comme chauffage d'appoint pour de petites surfaces types salles de bain.
Radiateur à bain d'huile
Dans les radiateurs à bain d’huile, le chauffage est assuré par des résistances électriques. La capacité thermique de l’huile étant plus faible que celle de l’eau, il faut moins d’énergie pour la chauffer, ce qui permet une montée plus rapide en température ; en contrepartie, elle doit être réchauffée plus fréquemment, donc nécessite une régulation plus fine. La chaleur d'un radiateur à bain d'huile se transmet du liquide vers l'acier puis vers l'air par convection et radiation.
Radiateur numérique
Le radiateur numérique est une invention française brevetée en 2012. Il s'agit d'un radiateur électrique qui embarque  des microprocesseurs comme source de chaleur. Ceux-ci exécutent à distance (par Internet) des opérations informatiques complexes pour des entreprises et, selon le principe élémentaire de l’effet joule, l’énergie consommée par les microprocesseurs est dégagée sous forme de chaleur.
Depuis sa reconnaissance par le ministère de la Transition écologique français le 26 novembre 2019, il bénéficie d’un « Titre V Système » et donc d’un abattement d’environ 70 % de sa consommation électrique dans les calculs de conformité à la Réglementation thermique 2012 (RT2012). En 2018, le premier bâtiment neuf intégralement chauffé par ce système est inauguré à Bordeaux, la résidence Florestine du bailleur social Gironde Habitat et le pôle de solidarité du conseil départemental de la Gironde,.

## Radiateur automobile

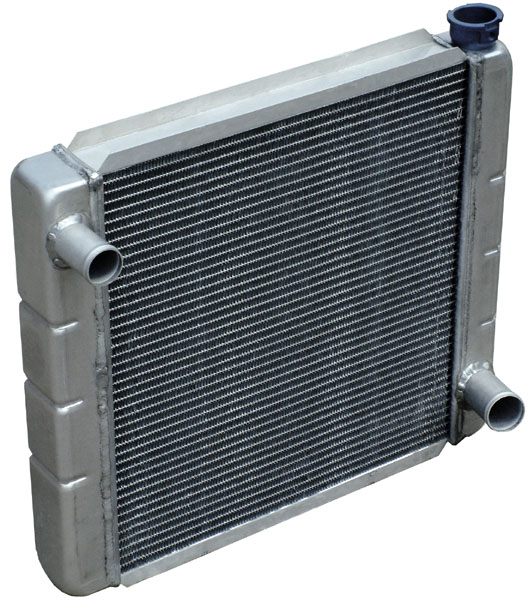
Radiateur de refroidissement moteur d'automobile.

Du fait de leur faible rendement, les moteurs à combustion et explosion, équipant la plupart des véhicules automobiles, génèrent beaucoup de chaleur. La quasi-totalité des moteurs récents sont équipés d'un circuit de refroidissement comprenant un radiateur d'eau tubulaire inventé en 1897 par Wilhelm Maybach et amélioré par Samuel Brown[source insuffisante].

### Liquide de refroidissement
Le liquide de refroidissement circule dans le bloc moteur ainsi que dans la culasse, passant au plus près des zones de production de chaleur. Il maintient à une température optimum le corps du moteur (entre 75 et 110 °C). Le fluide caloporteur est forcé par une pompe centrifuge dans des durits jusqu'à un radiateur, monté généralement face à la route, l'air extérieur au véhicule traverse le radiateur transférant l'énergie indésirable du moteur à l'air ambiant. Ce radiateur peut être en aluminium, ou en cuivre, qui bien que plus lourd, dissipe mieux l'énergie. Il est généralement formé d'un faisceau de tubes verticaux entrecroisés, garnis d'ailettes dans lesquels l'eau de refroidissement circule. En hiver, on utilise un liquide antigel pour protéger le système de refroidissement et le moteur. On trouve ce type de radiateur sur les motos et d'autres véhicules à moteur.

### Huile de lubrification
Sur les véhicules dotés d'un carter humide, celui-ci assure l'essentiel du refroidissement du lubrifiant. Dans le cas du carter sec un radiateur d'huile externe est souvent nécessaire. Pour garantir son efficacité il est, la plupart du temps, situé à l'avant du véhicule, à côté du radiateur du liquide de refroidissement.

### Dispositifs associés pour la régulation de la température
Plusieurs dispositifs permettant d'améliorer le fonctionnement d'un radiateur en régulant la température du fluide caloporteur :
- le flux d'air passant au travers du radiateur peut être accéléré par un ventilateur, entre autres lors de l'arrêt complet du véhicule, Le ventilateur peut être entraîné électriquement, et dans ce cas, il est souvent couplé a un thermocontact commandant son démarrage. Parfois il est entraîné mécaniquement avec la pompe à eau. Il est souvent aspirant, mais peut être monté soufflant, ce qui est plus efficace, mais pose des problèmes d'encombrements[15] ;
- le « calorstat » permet au moteur d'atteindre sa température optimum de fonctionnement plus rapidement en créant un circuit fermé ne passant pas par le radiateur jusqu'à ce que la température prévue[b] soit atteinte.

### Autres utilisations dans le domaine automobile
Dans d'autres cas, le fluide caloporteur peut être de l'huile, provenant du moteur, de la boîte de vitesses ou du pont.
Une autre utilisation du radiateur en automobile est sous forme d'échangeur air/air (souvent couplé à un dispositif de suralimentation), pour diminuer la température de l'air d'admission sortant d'un compresseur d'air, permettant d'améliorer le rendement de son cycle thermodynamique. En compétition, certains de ces échangeurs reçoivent des buses projetant de l'eau froide.

## Composant électronique
L'électronique et l'informatique produisent de la chaleur qu'il est nécessaire de dissiper sous peine d'endommager le matériel. Ces domaines utilisent des petits radiateurs appelés dissipateur thermique qui peuvent être couplés à des ventilateurs (voir photo ci-dessous). Dans ce domaine on parle d'aircooling ou de refroidissement à air.

Exemples de radiateurs électronique/informatique
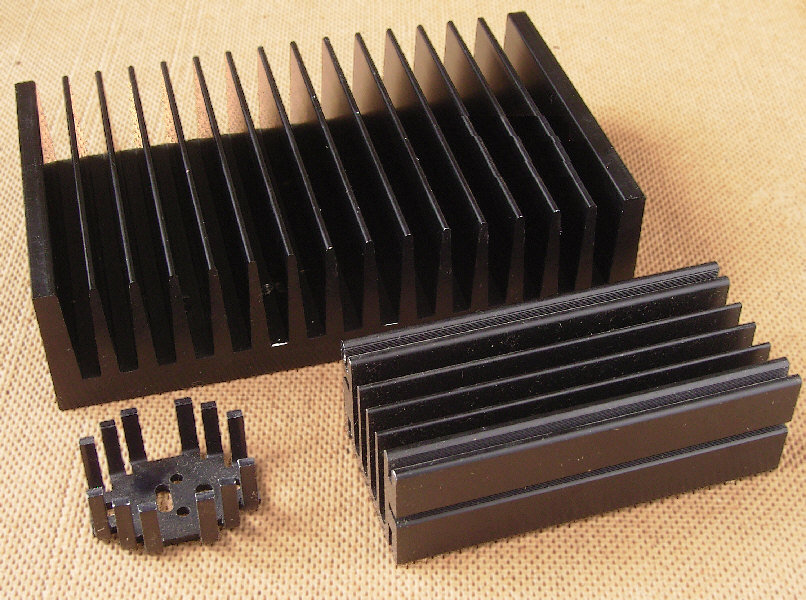
Exemples de radiateurs utilisés pour le refroidissement en électronique.
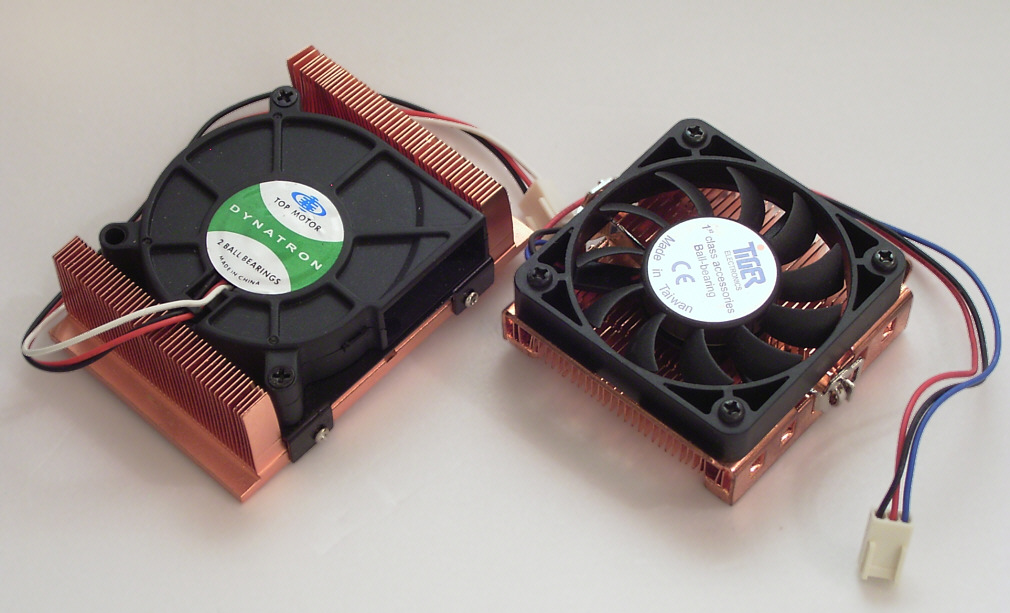
Radiateurs couplés à des ventilateurs (ventirads) pour microprocesseurs.

## Autres domaines d'utilisation

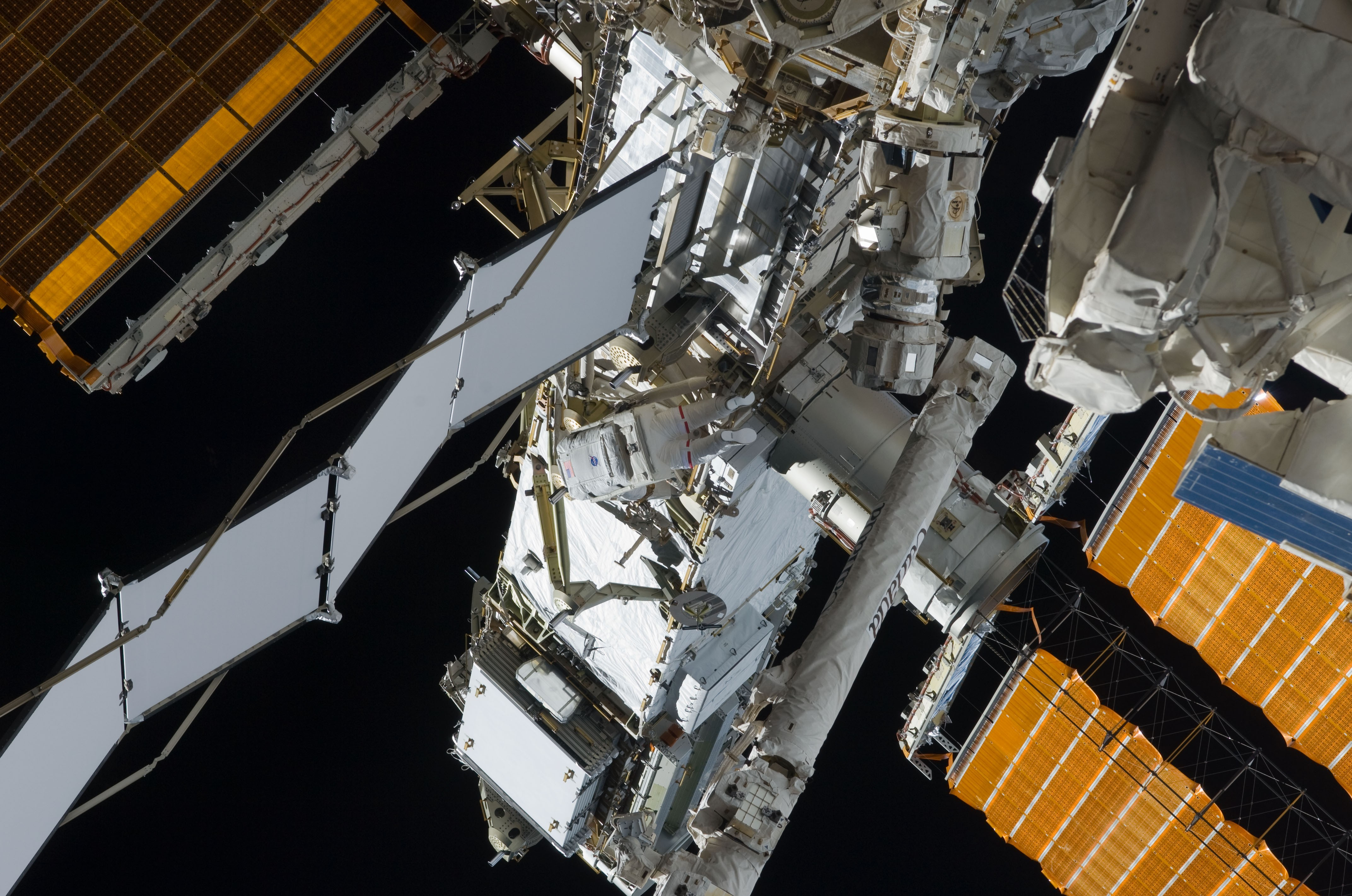
Le radiateur principal de la station spatiale internationale peut évacuer 75 kW de chaleur qui est véhiculée par un circuit dans lequel coule de l'ammoniac

- Aéronautique : radiateur sur les ailes d'avion pour les empêcher de geler ;
- Industrie : dissipation de chaleur générée par un processus industriel. Un exemple historique de cette technique est la coulée du canon Rodman ;
- Astronautique : des radiateurs sont utilisés pour évacuer la chaleur générée par les composants électroniques (tous les engins spatiaux) et l'activité humaine (engins habités).